# Distretto di Bugat (Gov'-Altaj)
Il distretto di Bugat è uno dei diciotto distretti (sum) in cui è suddivisa la provincia del Gov'-Altaj, in Mongolia. Conta una popolazione di 2.257 abitanti (censimento 2009). 